# Хамлет (филм, 1990)
„Хамлет“ (на английски: Hamlet) е драматичен филм от 1990 г., базиран на Шекспировата едноименна трагедия, режисиран е от Франко Дзефирели, и главната роля се изпълнява от Мел Гибсън като едноименния герой. Във филма още участват Глен Клоуз, Алън Бейтс, Пол Скофийлд, Иън Холм, Хелена Бонъм Картър, Стивън Дилейн и Натаниел Паркър. Като международна копродукция между Съединените щати, Великобритания и Италия, той е първият филм на „Икон Продъкшънс“, компания, основана от Гибсън.